# Kovčín
Kovčín település Csehországban, a Klatovyi járásban. Kovčín Myslív, Nekvasovy, Olšany és Kvášňovice településekkel határos. Lakosainak száma 87 fő (2024. január 1.).

## Népesség
A település lakosságának változását az alábbi diagram mutatja:
| Lakosok száma | 285  | 277  | 277  | 199  | 110  | 80   | 87   | 83   | 76   | 87   |
|               | 1869 | 1900 | 1921 | 1961 | 1980 | 2011 | 2016 | 2019 | 2021 | 2024 |